# Noordwijk (Hollande-Méridionale)
Pour les articles homonymes, voir Noordwijk.
Noordwijk (prononcé : [ˈnoːrtʋɛik] ) est un village et une commune néerlandaise, situé en bord de mer du Nord, en province de Hollande-Méridionale, dont elle constitue la commune la plus septentrionale. La commune de Noordwijkerhout fusionne avec Noordwijk le 1er janvier 2019, conservant le nom de cette dernière.

## Géographie

### Communes limitrophes
|  | Zandvoort ( Hollande-Septentrionale) | Bloemendaal ( Hollande-Septentrionale), Hillegom |
|  | Noordwijk                            | Lisse                                            |
|  | Katwijk                              | Teylingen                                        |

## Histoire
En 1492, des événements violents liés à la Révolte du peuple du fromage et du pain ont pris part dans la ville.

## Galerie

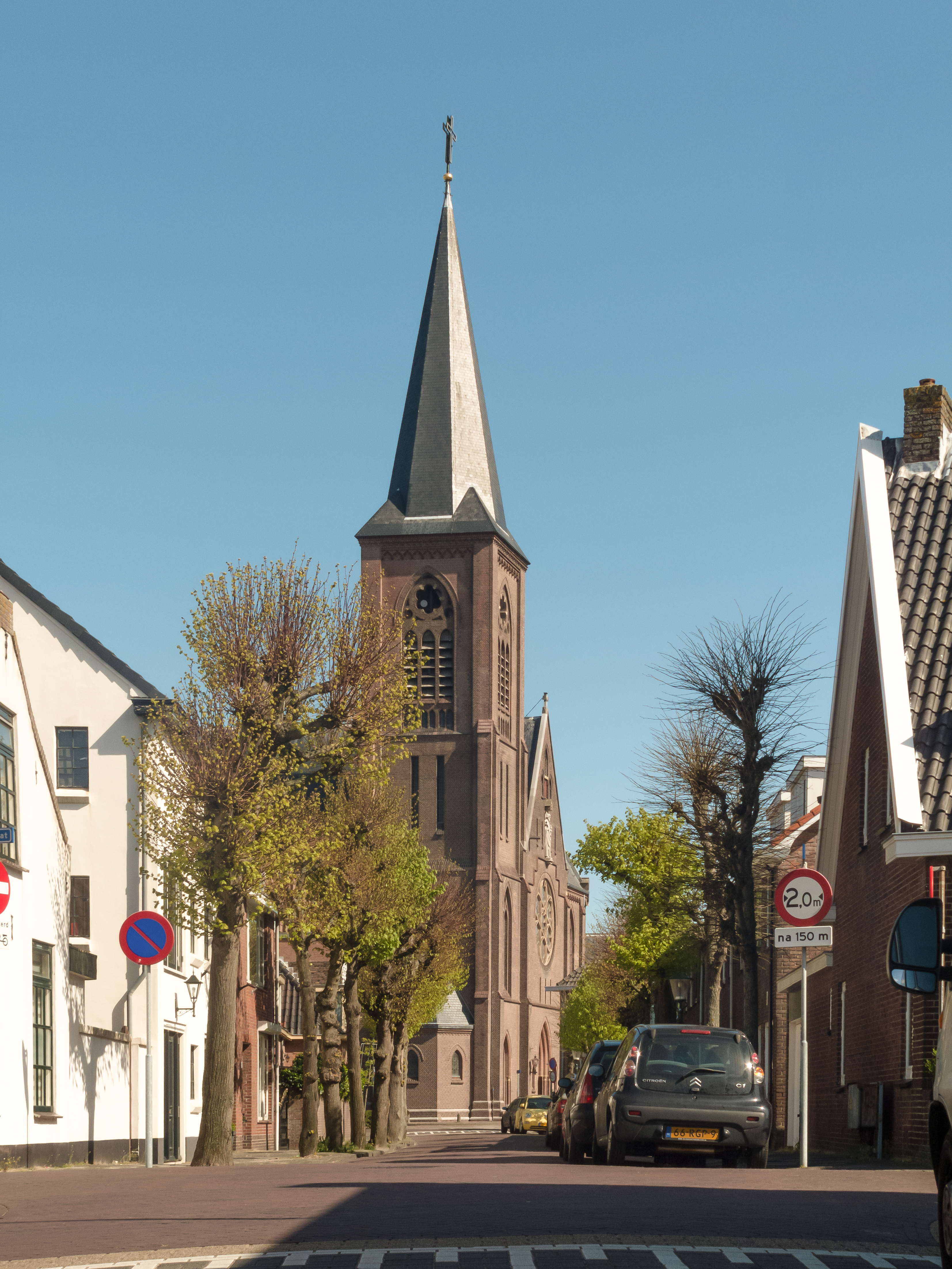
Église : Sint Jeroenskerk

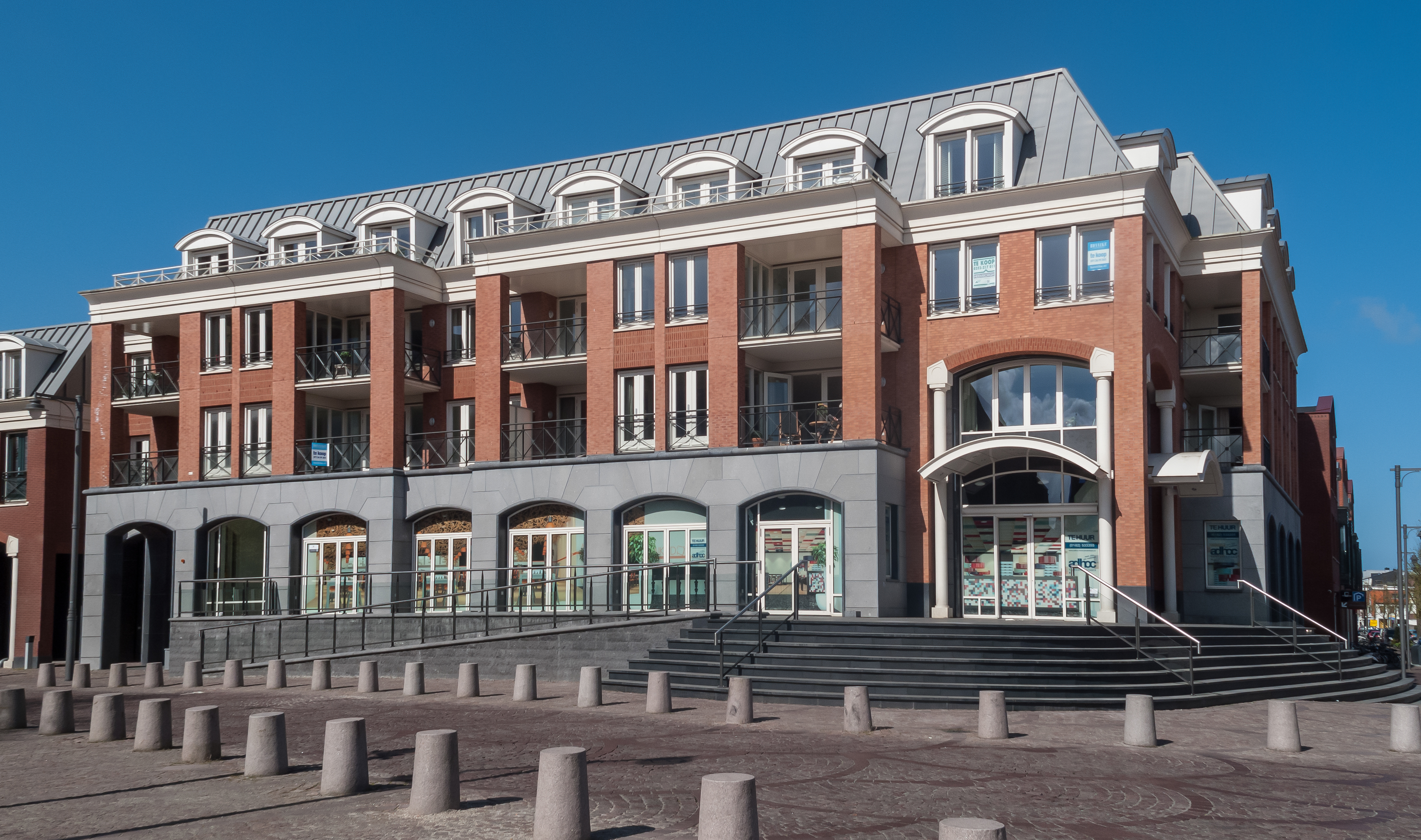
Vue dans la rue : Heilige Geestweg-Raadhuisstraat

## Économie
Le Centre européen de technologie spatiale (ESTEC, acronyme de « European Space Research and Technology Center »), un des centres de l'Agence spatiale européenne (ESA), est situé à Noordwijk.

## Personnalités
- Jéron de Noordwijk (?–856), moine
- Janus Dousa (Noordwijk, 1545 – Noordwijk, 1604), humaniste
- Elie Luzac (Noordwijk, 1721 – Leyde, 1796), jurisconsulte, écrivain et libraire
- Gerard van der Zoo (Leyde, 1743 – Noordwijk, 1826), homme politique
- Jean-Jacques Salverda de Grave (Noordwijk, 1863 – La Haye, 1947), linguiste et historien
- Henriette Roland Holst, (Noordwijk, 1869 – Amsterdam, 1952), poétesse et socialiste
- Maria Montessori (Chiaravalle, 1870 – Noordwijk, 1952), médecin et pédagogue italienne
- Freddy Heineken (Amsterdam, 1923 – Noordwijk, 2002), directeur de la brasserie Heineken
- Willem Glasbergen (Noordwijk, 1923 – Amersfoort, 1979), archéologue

## Jumelage
- Menton (France)